# Гарь (Ермишинский район)
Гарь — посёлок в Ермишинском районе Рязанской области России. Входит в состав Ермишинского городского поселения.

## География
Посёлок находится в северо-восточной части Рязанской области, в зоне хвойно-широколиственных лесов, в пределах Окско-Цнинского вала, на левом берегу реки Ермишь, при автодороге 61Н-125, на расстоянии примерно 4 км (по прямой) к северу от посёлка городского типа Ермишь, административного центра района. Абсолютная высота — 114 метров над уровнем моря.
Климат
Климат характеризуется как умеренно континентальный, с тёплым летом и умеренно холодной снежной зимой. Среднегодовая температура воздуха — +3,8 °C. Средняя температура воздуха самого холодного месяца (января) — −11,5 °C (абсолютный минимум — −40 °C); самого тёплого месяца (июля) — +18,8 °C (абсолютный максимум — +39 °C). Безморозный период длится около 135—155 дней. Среднегодовое количество осадков — 616 мм, из которых большая часть (около 397 мм) выпадает в период с апреля по октябрь. Снежный покров держится в течение 120—147 дней.
Часовой пояс
Посёлок Гарь, как и вся Рязанская область, находится в часовой зоне МСК (московское время). Смещение применяемого времени относительно UTC составляет +3:00.

## Население
| 2004 | 2010 | 2011 | 2023 |
| ---- | ---- | ---- | ---- |
| 0    | →0   | →0   | →0   |